# Жарнувка (Малопольське воєводство)
Жарнувка (пол. Żarnówka) — село в Польщі, у гміні Макув-Подгалянський Суського повіту Малопольського воєводства. Населення — 1336 осіб (2011).

## Історія
У 1975—1998 роках село належало до Бельського воєводства, підпорядковувалося районній адміністрації у Вадовицях.

## Демографія
Демографічна структура станом на 31 березня 2011 року:
|          | Загалом | Допрацездатний вік | Працездатний вік | Постпрацездатний вік |
| -------- | ------- | ------------------ | ---------------- | -------------------- |
| Чоловіки | 668     | 152                | 442              | 74                   |
| Жінки    | 668     | 147                | 369              | 152                  |
| Разом    | 1336    | 299                | 811              | 226                  |